# Njeru
Njeru – miasto w południowo-wschodniej Ugandzie. Jest największym miastem w dystrykcie Buikwe. Liczy 64,9 tys. mieszkańców.
W mieście rozwinął się przemysł włókienniczy oraz spożywczy.